# 휴지

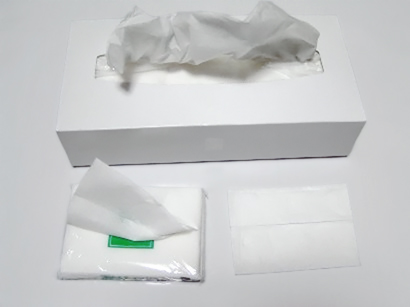
휴지의 모습

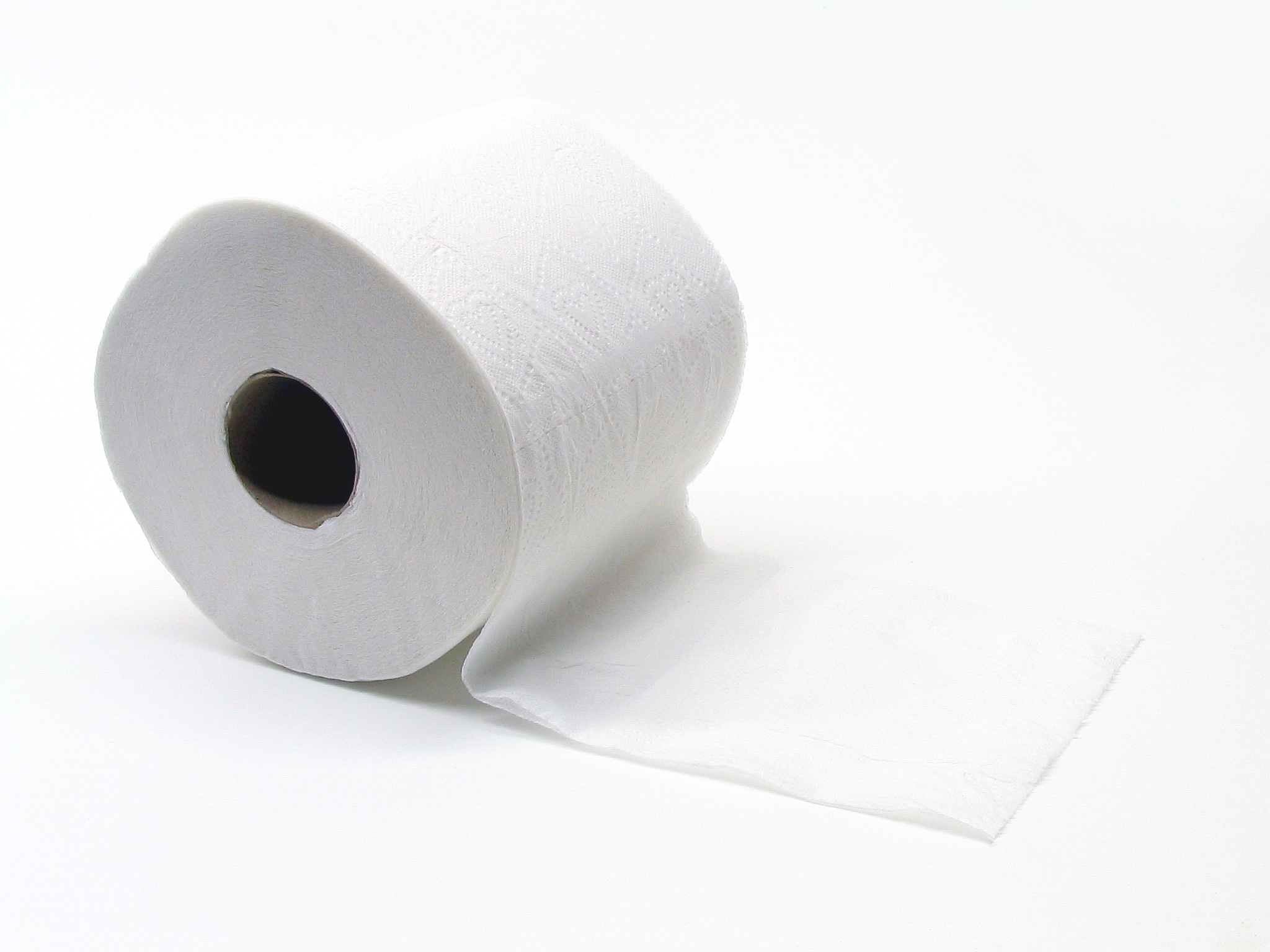
두루마리 휴지

휴지(休紙, 문화어: 위생종이) 또는 티슈 페이퍼(영어: tissue paper)는 일상 생활 또는 화장실에서 바닥의 잔 부스러기나 액체 따위를 닦을 때 사용하는 얇은 종이 따위를 일컫는 말이다. 화장지(化粧紙)는 화장할 때 쓰이는 얇은 종이를 뜻하기도 한다. 휴지의 종류에는 둥근 기둥 모양으로 말려진 것(두루마리 휴지), 사각형 상자에서 한 장씩 꺼내어 쓸 수 있게 한 것(티슈) 등이 있다. 휴지는 일상 생활에서 매우 유용하고 자주 쓰이기 때문에 개장 사은품, 주유소 등지에서 무료로 제공하는 경우도 있다.

## 환경에 대한 영향
대부분의 휴지는 한번 인쇄되어 폐기된 종이를 재생 펄프로 만들어 재활용한 것이기 때문에 표백을 하려 각종 형광 물질을 첨가한다. 그 중 대표적인 것은 형광증백제라는 물질이다. 형광증백제를 포함한 이러한 형광 물질은 몸에 해롭기 때문에 대한민국 정부는 두루마리 화장지를 화장실에서만 사용할 것을 권장한다. 서구에서는 본디 두루마리 휴지를 화장실에서만 쓴다.

## 그 외
실제로 2016년 당시 캐나다에서 발생된 산불 여파로 인해 타이완의 휴지 가격이 폭등한 것과도 연관이 깊다. 그래서 휴지는 환경 요인에 이은 제2의 피해로 전가되는 경우가 대부분이어서, 산불로 삼림이 소실되면 나무를 벌채하여 휴지로 재생산하는 양이 급감한 것도 두말할 것없이 지속된다. 이와 같이 나무 벌채 위주의 신규 휴지 생산은 환경 오염 뿐만 아니라 기후 변화를 부추기는 등 만만치 않은 문제가 있기 때문에 이는 비효율적인 제조 방식으로 보인다. 그 외에도 코로나19 범유행에 따라 휴지(화장지)의 수요가 대폭적으로 증가되면서, 오스트레일리아에서 이를 가지고 다투는 일이 벌어지는 등 변동폭이 심상치 않게 증가된다. 사실은 종이팩을 이용하여 재생시키는 화장지 제조 공정 방식이 도리어 훌륭한 제조 방식으로 채택되는 것이 일반적이다. 수용성 휴지를 도입하여 '휴지통 없는 청결한 화장실'을 만들자는 공중화장실 문화도 확산되고 있다.

## 같이 보기
- 물티슈
- 두루마리 휴지